# 戴村坝
戴村坝，位于山东省泰安市东平县彭集街道南城子村，为京杭大运河——南旺水利枢纽中的重要工程设施。它是中华人民共和国山东省文物保护单位之一、国家AAA级旅游景区，2014年入列世界遗产名录（大运河山东段）、被称为“运河之心”。坝主体位于东平县城东部20多华里南城子村附近，大坝横截大汶河，坝下为大清河。

## 历史

明代戴村坝龙头

- 1441年（永乐九年），戴村坝始建，是土坝。
- 1573年（万历元年），戴村坝开始逐渐加固为石坝。
- 1822年（道光二年），维修大坝，于坝东北增筑三合土坝。
- 1904年（光绪三十年），堤的迎水面改为石砌。
- 1992年6月12日，被列入山东省文物保护单位[1]。

## 故事
明朝洪武年间，黄河在原武决口，河水漫没曹州、梁山，切断会通河，造成南北漕运瘫痪。工部尚书宋礼受命征济南、兖州、青州、东昌四府民工治水。即是南旺水利枢纽。一开始，宋礼试图改用会通河水系济漕但是因水量不足失败了。此后他寻访遇到民夫队长、汶上县农民白英（1363-1419）。白英熟悉水文、地理，提出用汶水为源、筑堤引水往运河高点汶上县南旺，再由南旺北流入卫河、设水闸，南流至济宁、经水闸通淮泗。戴村坝由此兴建。
工程按照白英的计划实施，最终成功完成并使得运河服务通达南北数百年，直到清末才逐渐被海运替代后废弃。白英数次随工部进行水利整治工作，最终在德州劳累过世，享年56岁，葬于汶上彩山之阳。死后，明朝封他为“功漕神”进行神格化、在彩山村为白英立祠、赐田500亩、子孙守祠奉祀。此外在南旺建宋公祠、白公祠、分水龙王庙。今日的戴村坝博物馆亦有白英胸像。

## 评价
“此等胆识，后人时所不及，亦不能得水平如此之准也。”——康熙皇帝